# Leichtathletik-Weltmeisterschaften 2023/Teilnehmer (Jordanien)
| Goldmedaillen | Silbermedaillen | Bronzemedaillen |
| ------------- | --------------- | --------------- |
| —             | —               | —               |

Jordanien nahm an den Leichtathletik-Weltmeisterschaften 2023 in Budapest mit einem Athleten teil.

## Ergebnisse

### Männer

#### Laufdisziplinen
| Athlet                | Disziplin | Finale       | Finale |
| Athlet                | Disziplin | Zeit         | Platz  |
| --------------------- | --------- | ------------ | ------ |
| Mohamed Aal Khawaldeh | Marathon  | 2:22:33 h SB | 52     |